# Vasvár

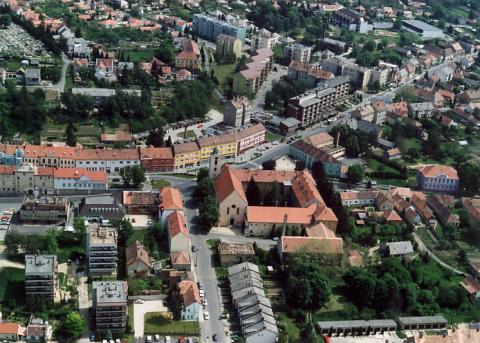
Luftaufnahme von Vasvár

Vasvár (deutsch Eisenburg) ist eine Kleinstadt in Ungarn. Sie liegt in der Hügellandschaft Westtransdanubiens, im Süden des Komitats Vas und ist das Zentrum des Kreises Vasvár (Vasvári járás). Hier wurde 1664 der Frieden von Eisenburg unterzeichnet. Daneben ist die Stadt heute auch als Marien-Wallfahrtsort und als Veranstaltungsort der alljährlichen Hegyhát-Tage bekannt.

## Geschichte
Der Name der Stadt geht auf ihre wichtige Rolle in der Eisenverarbeitung (ungarisch vas ‚Eisen‘) bzw. die hier gelegene Burg (ungar. vár) aus der Árpádenzeit zurück. Seine Blütezeit erlebte Vasvár im Mittelalter, als es königliche Stadt und Komitatssitz war. Während der Dreiteilung Ungarns (1526/1541–1699) lag Vasvár im umkämpften habsburgisch-osmanischen Grenzgebiet. Infolge der Türkenkriege verlor die Stadt an Bedeutung und 1578 wurde das weiter nordwestlich gelegene Szombathely (dt. Steinamanger) neuer Sitz des Komitats Vas. Mit dem Frieden von Eisenburg wurde 1664 der Türkenkrieg von 1663/1664 beendet. Nach dem Ende der Türkenkriege wurde die Stadt im 18. Jahrhundert Gutswirtschaftszentrum.

## Sehenswürdigkeiten

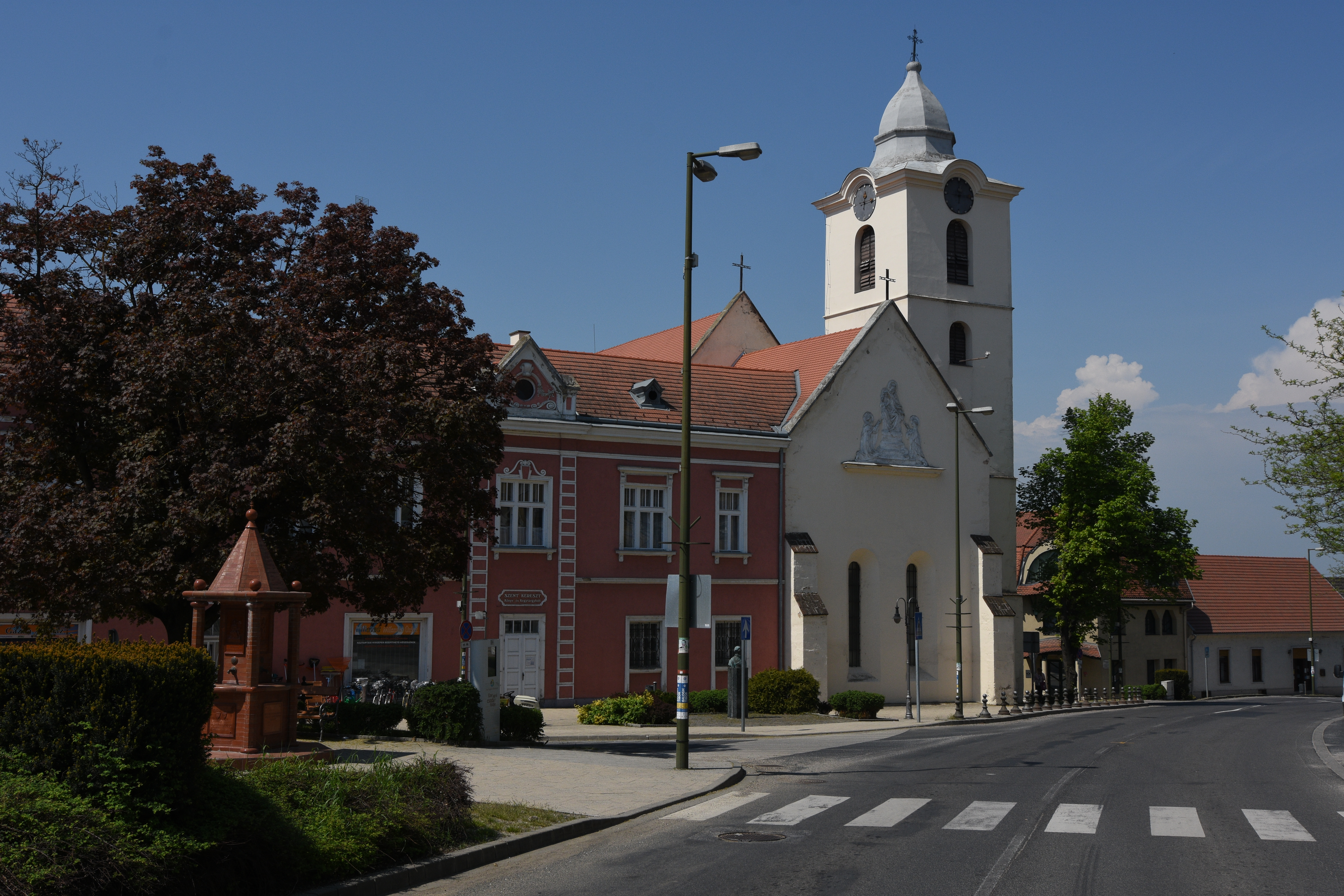
Dominikanerkirche Vasvár

- Dominikanerkirche und Kloster aus dem 13. Jahrhundert (Museum, Pilgerhospiz)
- Friedenshaus (urspr. Offiziershaus, hier soll der Friede von Eisenburg unterzeichnet worden sein)
- Römer- oder Vasvárer-Schanze (Reste des mittelalterlichen ungarischen Grenzwehrsystems Gyepű, teilweise rekonstruiert)
- Heilquelle/ Thermalbad

## Söhne und Töchter der Stadt
- Szádok Szabó (1869–1956), Dominikaner und Theologe
- Amália Mozsolics (1910–1997), Prähistorikerin